# Schody Potiomkinowskie

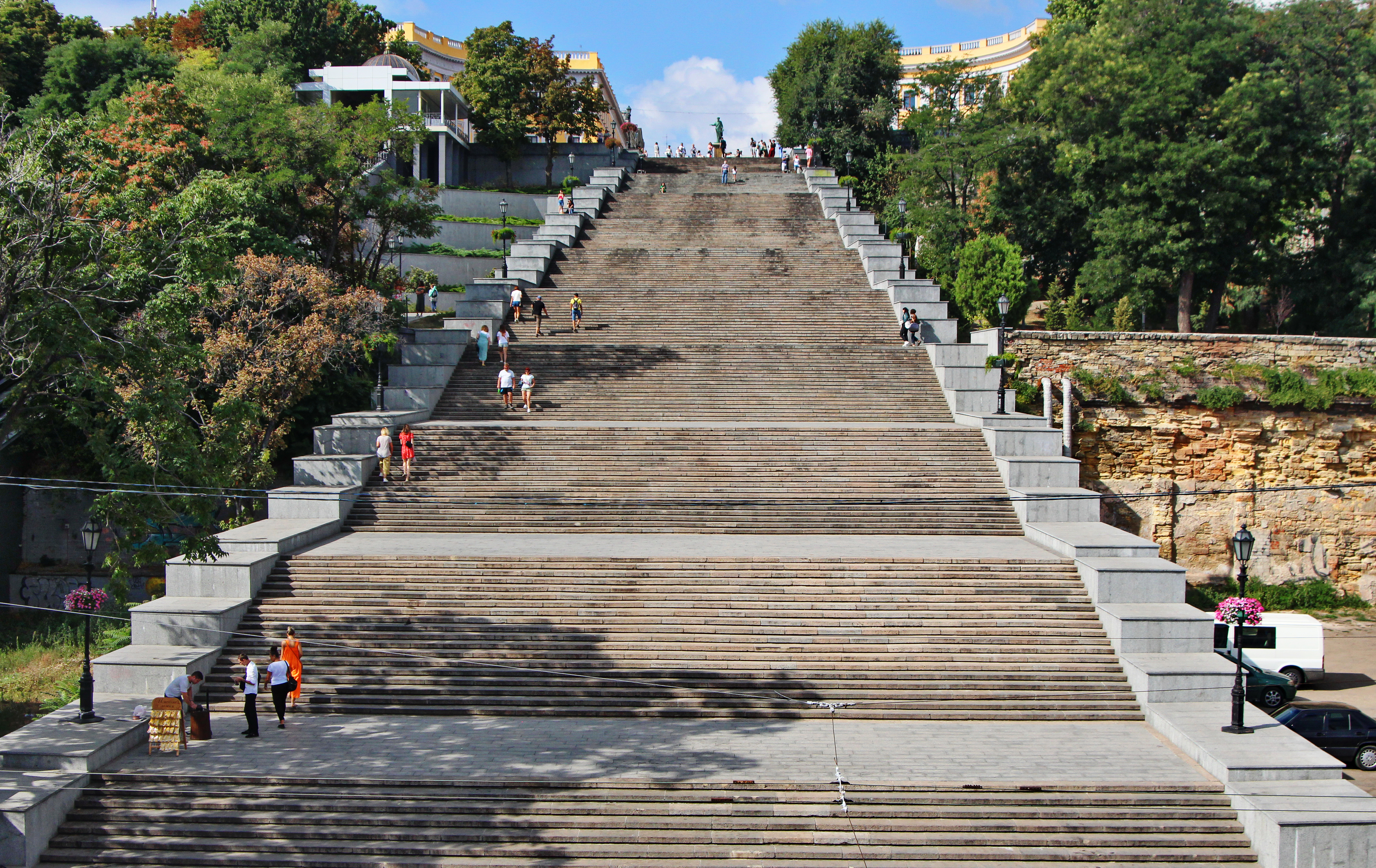
Schody Potiomkinowskie w Odessie

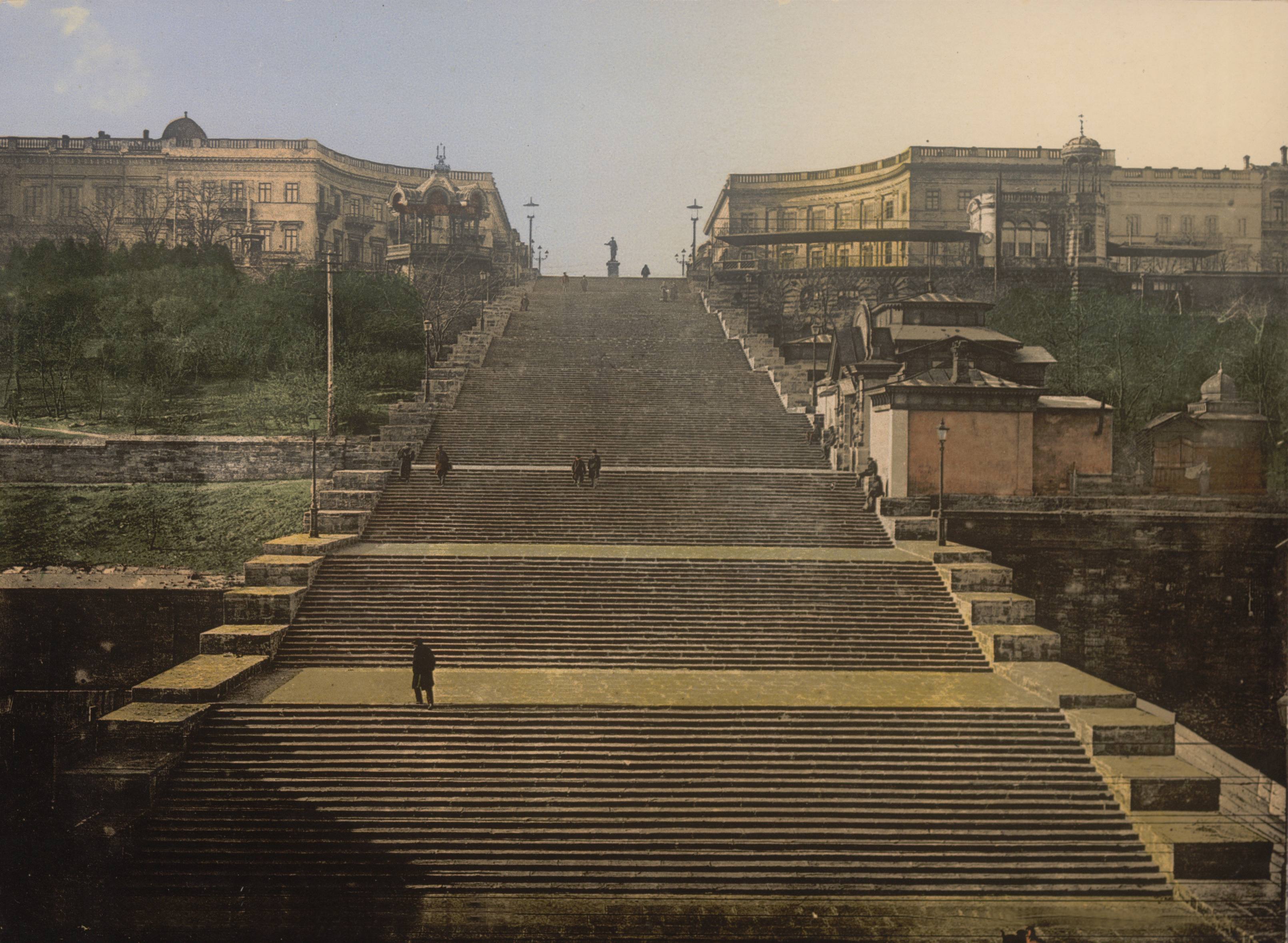
Schody, ok. 1900

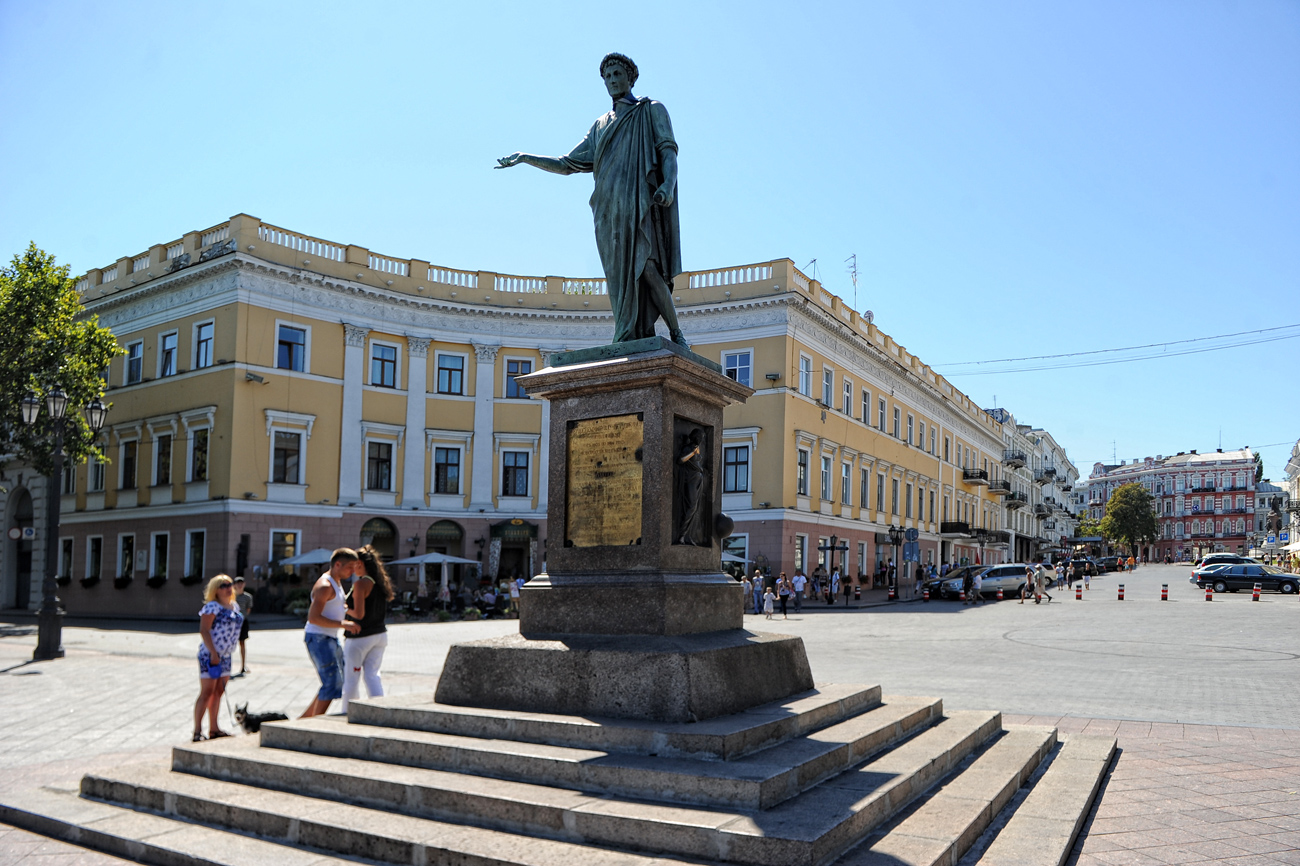
Pomnik Armanda-Emmanuela du Plessis, ks. Richelieu

Schody Potiomkinowskie (ukr. Потьомкінські сходи, Potiomkinśki schody, ros. Потёмкинская лестница, Potiomkinskaja lestnica) – monumentalne schody w Odessie, będące symbolicznym wejściem do miasta. Są najbardziej rozpoznawalnym symbolem Odessy. Schody mają 192 stopnie, 136 metrów długości, a różnica poziomów wynosi 27 metrów. Schody rozszerzają się ku dołowi, powodując złudzenie optyczne (zob. wymuszona perspektywa). Gdy patrzy się na nie z ich szczytu, wyglądają, jakby na całej długości miały taką samą szerokość.

## Historia
Początkowo znane były pod nazwą Gigantycznych schodów (ros. Гигантская лестница), później Schodów przymorskich (Приморская лестница) i Ryszeliowskich (Ришельевская лестница), a w czasach ZSRR do 1955 roku Bulwarowych (Бульварная лестница), gdy postanowiono zmienić ich nazwę na dzisiejszą, w związku z 50. rocznicą buntu na pancerniku Potiomkin.
Zostały zbudowane ze względu na wysokie położenie Odessy względem morskiego portu, z którym miasto łączyły wcześniej schody drewniane. Oryginalne schody zaprojektował w 1825 roku włoski architekt Francesco Boffo, przy pomocy Awrama Mielnikowa z Petersburga. W 1837 roku zapadła decyzja o powiększeniu schodów do gigantycznych rozmiarów według planów konstrukcyjnych brytyjskiego inżyniera Uptona. Prace przy rozbudowie trwały do 1841 roku.
Zbudowane z piaskowca schody były niszczone przez erozję, aż w 1933 roku materiał zastąpiono różowo-szarym granitem z Podola – równocześnie zmniejszono liczbę stopni z 200 do 192.
W 1925 roku Siergiej Eisenstein rozsławił schody rozgrywającą się na nich sceną z filmu Pancernik Potiomkin. Scena przedstawia wymyśloną przez twórców filmu masakrę ludności dokonaną przez rytmicznie maszerujące wojsko cesarskie.
Po południowej (patrząc od dołu po lewej) stronie schodów zbudowano w 1906 roku kolej linową, która funkcjonowała do 1956 roku, później została zastąpiona schodami ruchomymi. W 2004 roku znów uruchomiono kolejkę linowo-terenową.
Od 2010 roku na schodach organizowane jest jedno z wydarzeń towarzyszących Odeskiego Międzynarodowego Festiwalu Filmowego, które na jeden wieczór zamieniają się w wielką salę kinową. Podczas pierwszej edycji widzowie obejrzeli film Pancernik Potiomkin (1925) Sergieja Eisensteina z muzyką orkiestry symfonicznej na żywo. W kolejnych latach prezentowano m.in. Metropolis (1926) Fritza Langa, Światła wielkiego miasta (1931) Charliego Chaplina czy Wschód słońca (1927) Friedricha Murnaua.

## Pomnik ks. Richelieu
Na szczycie schodów znajduje się pomnik z brązu upamiętniający Francuza, pierwszego gubernatora Odessy Armanda-Emmanuela du Plessis, ks. Richelieu, zaprojektowany przez rosyjskiego rzeźbiarza Iwana Piotrowicza Martosa (zm. 1835) i odsłonięty w 1826 roku.